# ألبير تشاغلار
سليمان ألبير تشاغلار (بالتركية: Süleyman Alper Çağlar)‏ ولد في 1 سبتمبر 1981في أنقرة، تركيا  هو مخرج ومحرر وكاتب سيناريو تركي. أخرج بعض الأعمال المهمة وهي الجبل 1 والجبل 2.

## الحياة
هو الطفل الثاني من عائلته. بعد أن أنهى دراسته الثانوية، حصل ألبر على منح للدراسة من الجامعة الأمريكية ودرس في جامعة فيرجينيا بالولايات المتحدة الأمريكية. أكمل دراسته في العلاقات الإعلامية والاتصال وأخيراً قسم التصميم الجرافيكي في جامعة بيلكنت.

## وصلات خارجية
- ألبير تشاغلار على موقع IMDb (الإنجليزية)
- ألبير تشاغلار على موقع ألو سيني (الفرنسية)
- ألبير تشاغلار على موقع أول موفي (الإنجليزية)
- ألبير تشاغلار على موقع قاعدة بيانات الفيلم (الإنجليزية)
- ألبير تشاغلار على موقع كينوبويسك (الروسية)